# TPLO
TPLO, sigla di tibial-plateau-leveling osteotomy, è una tecnica chirurgica per cani con lesione del legamento crociato anteriore. 
Prevede un'osteotomia della tibia per permettere una rotazione sagittale del piatto tibiale in modo da annullare le forze tendenti a generare uno spostamento craniale della tibia. L'angolo finale desiderato per il piatto è di 6 gradi con l'asse della tibia. L'osteotomia viene eseguita con una sega oscillante-ruotante e poi stabilizzata mediante placca mediale, entrambe appositamente studiate per questo intervento.
Questa tecnica rappresenta una rivoluzione nell'approccio al paziente-cane con lesione del legamento crociato anteriore. Infatti non prevede alcuna sostituzione dello stesso. Questa visione "statica", della stabilizzazione mediante sostituzione, è sostituita qui da una visione "dinamica": l'annullamento di forze indesiderate grazie alla modifica della geometria del ginocchio.